# Enveitg
Enveitg település Franciaországban, Pyrénées-Orientales megyében. Lakosainak száma 614 fő (2022. január 1.). Enveitg Guils de Cerdanya, Puigcerdà, Ur, Latour-de-Carol, Porté-Puymorens, Dorres és Porta községekkel határos.

## Földrajz

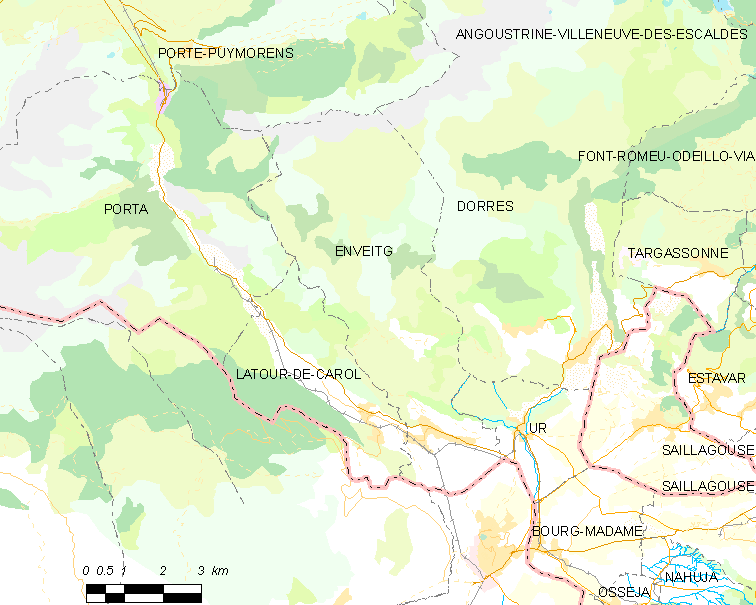
Enveitg és környéke

## Népesség
A település népességének változása:
| Lakosok száma | 673  | 661  | 674  | 641  | 636  | 637  | 637  | 626  | 614  |
|               | 2013 | 2015 | 2016 | 2017 | 2018 | 2019 | 2020 | 2021 | 2022 |